# Adonisea niveicosta
Adonisea niveicosta är en fjärilsart som beskrevs av Smith 1906. Adonisea niveicosta ingår i släktet Adonisea och familjen nattflyn. Inga underarter finns listade i Catalogue of Life.